# Wild Youth
Wild Youth ist eine irische Indie-Pop-Band. Sie vertraten Irland beim Eurovision Song Contest 2023 in Liverpool.

## Geschichte
Wild Youth wurde 2016 in Dublin von den Freunden Conor O’Donohoe, Callum McAdam, Ed Porter und David Whelan gegründet. Die Bandmitglieder schreiben auch ihre Lieder gemeinsam. Die Debütsingle All Or Nothing wurde im Mai 2017 veröffentlicht, es folgten weitere Hits in Irland. Aufgrund des Erfolgs ihrer ersten Lieder tourte die Band in der Folge gemeinsam mit Lewis Capaldi oder Westlife. 2019 veröffentlichte die Band ihre EP The Last Goodbye.
Der Stil der Band wird als Indie-Pop, mit Einflüssen aus Rock, R&B und klassischen Boybands beschrieben.
Am 3. Februar 2023 setzte sich Wild Youth im irischen Vorentscheid für den Eurovision Song Contest 2023, Eurosong 2023 Late Late Show Special, gegen fünf weitere Beiträge durch und durfte nunmehr Irland mit ihrem Lied We Are One beim Eurovision Song Contest in Liverpool vertreten. Nach ihrer Teilnahme im ersten Halbfinale am 9. Mai konnten sie sich jedoch nicht für das Finale qualifizieren.

## Diskografie

### EPs
- 2019: The Last Goodbye
- 2021: Forever Girl

### Singles
- 2018: Can’t Move On
- 2019: Making Me Dance
- 2020: Next to You
- 2020: Through the Phone
- 2021: Champagne Butterflies
- 2021: Can’t Say No
- 2022: Seventeen
- 2022: Live Without You
- 2023: We Are One
- 2023: All Again for You